# ジョン・プロヒューモ

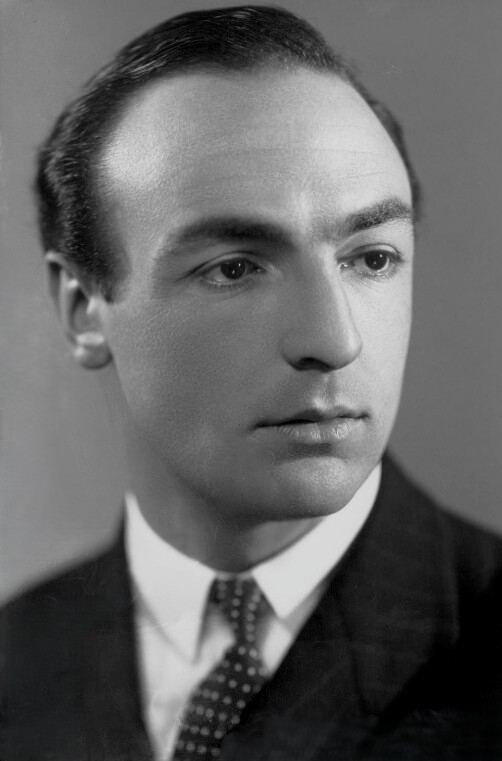
ジョン・プロヒューモ

ジョン・デニス・"ジャック"・プロヒューモ CBE（John Dennis "Jack" Profumo CBE, 1915年1月30日 - 2006年3月9日）は、イギリスの政治家。
保守党所属の下院議員として政界へ進出した後、外務大臣、陸軍大臣など政府の要職を歴任したが、1963年の性的・軍事機密漏洩スキャンダル「プロヒューモ事件」の中心人物となってしまい、政治生命を断たれて引退した。同事件はハロルド・マクミランの保守党政権に致命傷を与えた事件として知られている。

## プロフィール

### 生い立ち
プロヒューモはロンドンのケンジントン地区で、イタリアが起源の家系に生まれる。父親のアルバート・プロヒューモは著名な弁護士であり、第四代プロヒューモ男爵（サルデーニャ王国から叙勲）の爵位を保持した。1940年に父親が死去し、プロヒューモはその爵位を継承したが、使用しなかった。プロヒューモはハロウスクールおよびオックスフォード大学ブレーズノーズ・カレッジで学び、文学修士号を得る。1939年には陸軍に入隊し、最終的には准将（Brigadier）にまで昇進した。戦後には連合国軍最高司令官総司令部英国連絡事務所長（UKLM）のサー・チャールズ・ガードナー中将の参謀長として東京で勤務している。

### 政治経歴
1940年3月、第二次世界大戦中のイギリス軍で勤務している間にプロヒューモはノーサンプトンシャーケタリングの補欠選挙に保守党からの候補として当選し、下院議員となる。ノルウェーのナルヴィクでイギリス軍が敗北した直後、プロヒューモは国会でチェンバレン内閣に対して反対票を投じた。彼は当時最も若い議員であった。また、1940年の下院議員の中でもっとも長命であった。
1945年2月に行われた総選挙でプロヒューモは労働党候補、ギルバート・ミッチソンに敗れる。終戦後の1945年末より、プロヒューモはイギリス軍（イギリス連邦占領軍）の日本占領軍の首席補佐官として日本に滞在した。
1950年にプロヒューモは軍を退役し、同年の選挙でウォリックシャーのストラトフォード・アポン・エイボンから選出される。プロヒューモは容貌も良く弁舌が巧みで、良い血縁関係を持ち軍での経歴も有ったため、保守党では重視され、1951年に成立した保守党政権内での地位も上昇していった。
1952年11月には民間航空省の政務次官に就任、1953年11月には民間航空・運輸省の政務次官、1957年1月には植民地省の政務次官、1958年11月には外務省の政務次官、1959年1月には外務大臣と要職を歴任した。1960年7月にはマクミラン内閣で陸軍大臣に就任し、枢密院のメンバーに任命される。なお1954年には女優のヴァレリー・ホブソンと結婚している。

### 「プロヒューモ事件」
1961年1月にビル・アスター邸であるクリーヴデンで行われたパーティーで、プロヒューモは高級売春婦のクリスティーン・キーラーと出会う。プロヒューモとキーラーの関係は数週間で終わったが、その一件に関する噂が広がり始めた。
当初マスコミはこの噂をプライバシーにかかわる問題としてあえて報じなかったものの、1962年12月にロンドンで発生した、キーラーと関係した他の2人の男性が銃撃された事件をきっかけに、マスコミがキーラーについての調査を始め、その中でキーラーとプロヒューモの関係に関する噂が再び浮かび上がって来ることとなった。その後の1963年3月21日に、労働党選出の下院議員のジョージ・ウィッグが「ある傷害事件の証人として出廷を命じられたキーラーと閣僚の1人が関係があり、国家の安全のために事件を追究すべし」とし、噂の真相究明を要求した。疑いをもたれたプロヒューモは「その女性は知っているが、不品行な関係はない」と下院で身の潔白を主張した。
しかしこの前後にマスコミが、現役の陸軍大臣であるプロヒューモと関係していたキーラーが、当時イギリスと冷戦下で対立していたソビエト連邦の駐イギリス大使館付きの海軍上級武官である、エフゲニー・イワノフとも同時期に関係していたことを報じ始めた。このため「プロヒューモ事件」は、単なる閣僚の女性スキャンダルから、軍事機密情報の漏洩という国家安全に関わる問題となる。
その後プロヒューモは、ハロルド・マクミラン首相宛の手紙の中で、「議会での発言が嘘であり、キーラーと親密な関係については認めたが、軍事機密情報の漏洩はなかった」と告白、謝罪して6月5日に辞任した。なお、プロヒューモは辞任したもののマクミラン首相も責任を取って辞任するばかりか、翌年の選挙で保守党は敗北を喫し政権から下野することになるなどプロヒューモ事件は「20世紀のイギリス政界における最大のスキャンダル」と呼ばれる事になった。

### 事件後
辞任後のプロヒューモは社会福祉活動に注力し、ロンドンの福祉事業、トインビー・ホールの支援のために働き、資金調達のためその政治的影響力や関係を使用した。プロヒューモは同事業への功績が認められて1975年に大英帝国勲章を授与された。バッキンガム宮殿で行われた授与式でプロヒューモはエリザベス2世から勲章を受け取り、プロヒューモに対する人々の尊敬は回復した。
名声を回復したプロヒューモはしばしば公の席に姿を現した。プロヒューモは1995年に行われたマーガレット・サッチャー70歳の誕生日夕食会にも招かれ、女王の隣の席に座った。最後にプロヒューモが参加したのは2005年7月に行われたサー・エドワード・ヒースの追悼式であった。社会運動家でもあったロングフォード卿は「（プロヒューモは）私が生涯知り合った全ての人の中で最も多くの称賛を受けた（人物である）」と語っている。

### 病気と死
2006年3月7日、プロヒューモは発作でロンドンのチェルシー・アンド・ウェストミンスター病院へ入院する。その2日後プロヒューモは家族に囲まれて死去した。プロヒューモの死後多くのコメンテーターは、「プロヒューモは1963年のスキャンダルより、その後の社会貢献の功績で記憶されるべきである」と語っている。